# John Prevas
John Prevas (geboren in Baltimore, Maryland) ist ein US-amerikanischer Historiker, Klassischer Philologe, Autor und Mediator. Er ist insbesondere für seine Werke zur antiken Geschichte, darunter mehrere Bücher über Hannibal und Alexander den Großen, bekannt.

## Leben
John Prevas studierte Geschichte und Politikwissenschaft an der University of Maryland und erwarb einen Master in Erziehungspsychologie an der Johns Hopkins University sowie einen Abschluss in Rechtswissenschaften an der Antioch School of Law in Washington, D.C.
Von 2001 bis 2011 war Prevas Scholar in Residence und Assistant Professor of Classics am Eckerd College in St. Petersburg,  Florida, wo er Kurse in antiker Geschichte, Latein und Recht gab. Seit 2015 ist er zudem Gastprofessor für Klassische Altertumswissenschaften an der University of South Florida.
Neben seiner akademischen Tätigkeit arbeitet er seit 2011 als zertifizierter Mediator im sechsten Gerichtsbezirk Floridas und wurde 2016 in das Mediator Ethics Advisory Committee des Obersten Gerichtshofs von Florida berufen.

## Werke
Prevas veröffentlichte mehrere Bücher zur antiken Geschichte, darunter:
- Hannibal Crosses the Alps (2001)[2]
- Xenophon's March: Into the Lair of the Persian Lion (2002)
- Envy of the Gods (2004)
- Power Ambition Glory (2009, zusammen mit Steve Forbes)
- Hannibal's Oath (2017)

Seine Werke wurden in verschiedenen Medien, darunter History Channel und BBC National Geographic, vorgestellt. Für seine historischen Recherchen bereiste er unter anderem die Alpen, den Iran, Afghanistan und Pakistan.